# 오그보모쇼

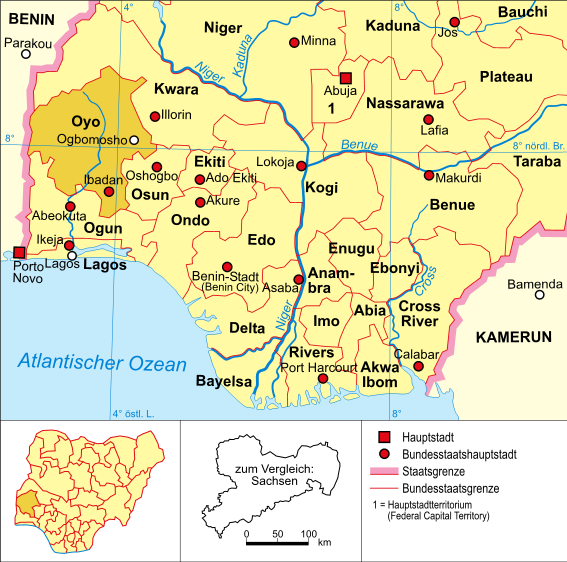

오그보모쇼(Ogbomosho)는 나이지리아 남서부에 위치한 오요주의 도시이다. 17세기 중반에 건설되었으며 인구는 645,000명(1991년 기준)이다. 요루바족이 도시 인구의 다수를 차지하며 카사바와 옥수수, 담배 등 농산물이 생산된다.